# Nørre Vorupør

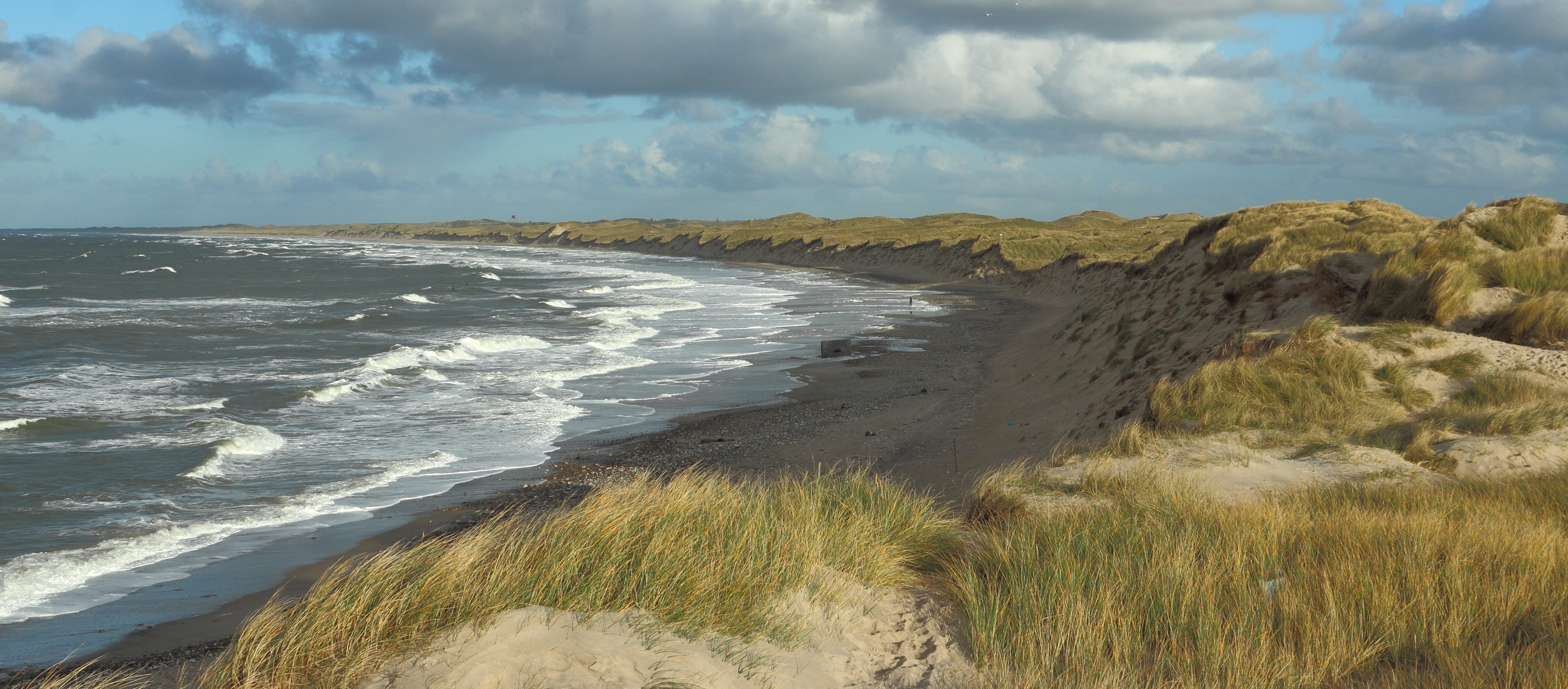
Kustlijn bij Nørre Vorupør

Nørre Vorupør is een plaats in de Deense regio Noord-Jutland, gemeente Thisted. De plaats telt 666 inwoners (2008).